# Кызылкайын (Алакольский район)
Кызылкайын (каз. Қызылқайың, до 1992 г. — Саратовка) — село в Алакольском районе Жетысуской области Казахстана. Входит в состав Кольбайского сельского округа. Находится примерно в 66 км к юго-западу от центра города Ушарал. Код КАТО — 193457400.

## География и история
Село Кызылкайын было основано в 1910 году. Ранее оно носило название Саратовское и Саратовка.
29 октября 1918 года под Саратовкой и Антоновкой произошел бой отряда Алаш-Орды против красноармейцев, результатом которого стала победа первых, и отступление вторых.

## Инфраструктура
Село является небольшим поселением с характерной деревенской атмосферой. В его окрестностях расположены природные достопримечательности.

## Население
В 1999 году население села составляло 2051 человек (1042 мужчины и 1009 женщин). По данным переписи 2009 года, в селе проживало 1207 человек (623 мужчины и 584 женщины).